# Lista łacińskich manuskryptów Nowego Testamentu
Lista łacińskich manuskryptów Nowego Testamentu – lista odręcznych kopii łacińskich tłumaczeń tekstu Nowego Testamentu z greckich oryginałów. Tłumaczenia Nowego Testamentu są nazywane „wersjami”. Są one ważne dla krytyki tekstu, ponieważ w niektórych wypadkach przedstawiają wersje („świadek tekstu”) właściwe dla wczesnych „czytań” w języku greckim, to jest do tekstów, które mogły zostać utracone (lub zachowane są bardzo słabo) w przekazanej tradycji greckiej. Istnieje również hipoteza mówiąca, że w niektórych przypadkach (na przykład w wypadku Kodeksu Bezy), wczesne łacińskie manuskrypty mogą mieć wpływ na kilka manuskryptów greckich. Zatem, (przypadkowo lub celowo) niektóre łacińskie wersje mogły „powrócić” do tekstu w języku greckim. Jednym z możliwych przykładów jest tekst znany jako Comma Johanneum.
Łacińskie manuskrypty dzielone są na rękopisy starołacińskie oraz manuskrypty Wulgaty. Określenie starołacińskie manuskrypty (nazywane też Vetus latina lub Itala) nie oznacza jakoby zostały one napisane w archaicznej łacinie (używanej przed 75 rokiem p.n.e.), lecz wskazuje, że są to najstarsze łacińskie wersje Nowego Testamentu. Z lingwistycznego punktu widzenia starołacińskie manuskrypty Nowego Testamentu mogą jednak czasami używać niestandardowej gramatyki i zakresu słownictwa.
W przeciwieństwie do Wulgaty, Vetus latina odzwierciedla liczne różniące się tradycje, podobne ale całkowicie niezależne tłumaczenia różnych tekstów Nowego Testamentu, powstające od czasów pojawienia się greckich autografów.
W 382 roku n.e. Hieronim rozpoczął rewizję istniejących wersji Vetus latina do współczesnej łaciny, skorygowanej na podstawie rękopisów w oryginalnej grece lub hebrajskim. Wersja Hieronima jest znana jako Wulgata (łac. „popularna”), ponieważ powstała ona w łacinie używanej na co dzień.

## Wyjaśnienia do tabel

### Identyfikacja
Lista starołacińskich manuskryptów opiera się na cytatach z Novum Testamentum Graece (NA27) oraz The Greek New Testament (UBS4). Każdy manuskrypt jest identyfikowany przez swoje siglum (pierwsza kolumna w tabeli), podane w aparacie krytycznym wymienionych wydań. Nadane sigla są powiązane z zawartością listy, nie są więc systemem unikalnym. Dla przykładu, siglum t dotyczy Codexu Bernensis w Ewangeliach, ale również dotyczy Liber Comicus w innych księgach. Tak więc sigla bez podania informacji o ich zawartości potrzebują ujednoznacznienia. W poniższej tabeli odbywa się to poprzez przedstawienie pełnej nazwy. Dodatkowo podano pełny numer katalogowy każdego rękopisu. Podsumowując siglum, pełna nazwa i numer katalogowy zapewniają jednoznaczną identyfikację, podano też niektóre inne informacje dotyczące zawartości, daty powstania i miejsca przechowywania rękopisów.
Nadane sigla, nazwy i numery służą różnym celom scholastycznym. Sigla, w kontekście odnoszenia się do tekstu oryginalnego, zapewniają niepowtarzalną i zwięzłą identyfikację świadków tekstu oryginalnego, przystosowaną do minimalizacji miejsca w cytatach występujących w aparacie krytycznym. Nazwy zaś odnoszą się zazwyczaj do specyfiki rękopiśmiennych woluminów związanej z nimi pierwotnie lub też obecnie. Nazwy te są zazwyczaj łacińskie a odnoszą się do miejsca powstania (Codex Sangallensis, „Księga z Sankt Gallen”) lub odkrycia kodeksu (Stonyhurst Gospel), obecnej lokalizacji (Liber Ardmachanus, „Księga z Armagh”), słynnego właściciela (Codex Bezae, „Kodeks Teodora Bezy”), pełnionej funkcji (Liber Comicus, „Lekcjonarz”), lub nawet nazwa może odnosić się do cech fizycznych woluminu (Codex Gigas, „Wielka Księga” lub Codex Aureus, „Złota Księga”). Księga z Mulling jest znana także jako Liber Moliensis od tradycyjnie przyjętego imienia skryby.

### Numeracja beurońska
Vetus Latina Institut znajdujący się w opactwie św. Marcina w Beuron wprowadził nowy system numeracji manuskryptów starołacińskich, których zachowało się około 90. Ta „numeracja beurońska” ma zapewnić jednoznaczną identyfikację świadków tekstu do akademickiego użytku, lecz nie jest ona szeroko wykorzystywana w literaturze ogólnej, ponieważ może mylić rękopisy starołacińskie z greckimi minuskułami.
Instytut Beuroński przydzielił numery od 1 do 100 wszystkim znanym rękopisom starołacińskim w zależności od partii NT, które one przekazują oraz w zależności od ich wieku. Najniższe numery przypisano świadkom Ewangelii oraz najbardziej kompletnym rękopisom. Dla przykładu Kodeks Bezy (d) jest świadkiem tekstu dla Ewangelii, Dziejów Apostolskich i Listów powszechnych, otrzymał w systemie beurońskim numer 5.
- Manuskrypty 1-49 są świadkami jednej lub więcej Ewangelii.
- Manuskrypty 50-74 są świadkami Dziejów Apostolskich, Listów powszechnych lub Księgi Objawienia.
- Manuskrypty 75-89 są świadkami Listów Pawła.
- Manuskrypty 91-96 są glosami w hiszpańskich rękopisach Biblii.

### Inne kwestie
NA27 i UBS4 wykorzystują Wulgatę jako świadka tylko na poziomie wydań krytycznych, a nie na poziomie samego tekstu rękopisów. Manuskrypty, które poświadczają wersje Hieronima zostały wymieniane w aparacie krytycznym Biblia Sacra Vulgata (Wulgata Stuttgartiana; vgst).
W praktyce przytoczenie cytatów z manuskryptu oznacza przyjęcie jednej z kilku metod. Najlepsza, ale najbardziej kosztowna metoda, polega na bezpośrednim dostępie do samego rękopisu lub też alternatywnie wykorzystania opublikowanych fotografii czy faksymile. Metoda ta polega na paleograficznej analizie – interpretacji stylu pisma, próbie odczytu niekompletnych liter czy nawet rekonstrukcji występujących w tekście luk. Bardziej typowa metoda polega na konsultowaniu manuskryptów, które były badane paleograficznie już wcześniej. Poniższa lista zawiera nazwiska edytorów standardowych wydań wymienionych manuskryptów. W ostateczności, krytyczne wydania NT mogą czasem, cytować w swoim aparacie krytycznym wersje z danego rękopisu za opublikowanym wcześniej jego tekstem.
Należy również zauważyć, że niektóre łacińskie rękopisy NT mogą stanowić mieszankę tekstów Wulgaty i starołacińskich. Dla przykładu, Kodeks Sangermański (g1) ma tekst starołaciński w Ewangelii według Mateusza, lecz w pozostałych Ewangeliach tekst Wulgaty. Natomiast tekst Ewangelii według Jana w Codexie Veronensis uważa się za częściowo starołaciński a częściowo Wulgaty. Stąd też niektóre kodeksy występują zarówno jako świadkowie manuskryptów Vetus latina jak i Wulgaty.

## Kodeksy Vetus latina
Poniższa tabela przyjmuje następujące założenia:
- datowanie jest szacowane z dokładnością do 50 lat,
- zawartość podaje księgę (czasem rozdział); wersety i luki nie są uwzględniane,
- dane są uzgodnione z UBS4; w niektórych wypadkach z nowszymi źródłami o ile takie są dostępne,
- lokalizacje podano w języku polskim o ile mają nadane polskie nazwy, w pozostałych przypadkach są podane w języku miejscowym,
- w aparacie krytycznym manuskrypty są oznaczane jako „it” po czym następuje siglum.

| siglum | Nazwa                    | #  | data    | Zawiera                                                    | Edytor               | Muzeum | Miasto                             | Państwo           |
| ------ | ------------------------ | -- | ------- | ---------------------------------------------------------- | -------------------- | --- | ---------------------------------- | ----------------- |
| a      | Codex Vercellensis       | 3  | 350     | Ewangelie                                                  | Jülicher             | Biblioteca Capitolare                                                                                       | Vercelli                           | Włochy            |
| a2     | Codex Curiensis          | 16 | 450     | Łukasza 11; 13                                             | Jülicher             | Bischof von Chur Archive                                                                                    | Chur                               | Szwajcaria        |
| ar     | Codex Ardmachanus        | 61 | 850     | NT                                                         | Gwynn                | Trinity College                                                                                             | Dublin                             | Irlandia          |
| aur    | Codex Aureus             | 15 | 650     | Ewangelie                                                  | Jülicher             | Kungliga biblioteket                                                                                        | Sztokholm                          | Szwecja           |
| b      | Codex Veronensis         | 4  | 450     | Ewangelie                                                  | Jülicher             | Cattedrale di Verona                                                                                        | Werona                             | Włochy            |
| b      | Codex Budapestiensis     | 89 | 800     | Listy Pawła                                                | —                    | Országos Széchényi Könyvtár                                                                                 | Budapeszt                          | Węgry             |
| β      | Codex Carinthianus       | 26 | 650     | Łukasza 1–2                                                | Jülicher             | Stift Sankt Paul                                                                                            | St. Paul im Lavanttal, Karyntia    | Austria           |
| c      | Codex Colbertinus        | 6  | 1200    | Ewangelie                                                  | Jülicher             | BnF | Paryż                              | Francja           |
| d      | Kodeks Bezy              | 5  | 450     | Ewangelie; Dzieje; 3J                                      | Jülicher             | Cambridge University Library                                                                                | Cambridge                          | W. Brytania       |
| d      | Kodeks z Clermont        | 75 | 500     | Listy Pawła                                                | Tischendorf          | BnF | Paryż                              | Francja           |
| dem    | Codex Demidovianus       | 59 | 1250    | Dzieje; Listy Pawła; Listy powszechne; Apokalipsa św. Jana | Matthaei             | zagubiony, ostatnie miejsce                                                                                 | Moskwa                             | Rosja             |
| div    | Codex Divionensis        | —  | 1250    | Listy Pawła; Listy powszechne; Apokalipsa św. Jana         | Wordsworth           | zagubiony, ostatnie miejsce                                                                                 | Dijon                              | Francja           |
| e      | Codex Palatinus          | 2  | 450     | Ewangelie                                                  | Jülicher             | BL | Londyn                             | W. Brytania       |
| e      | Kodeks Laudiański        | 50 | 550     | Dzieje                                                     | Tischendorf          | Bodleian Library                                                                                            | Oksford                            | W. Brytania       |
| e      | Kodeks Sangermański      | 76 | 850     | Listy Pawła                                                | Tischendorf          | RBN | Saint Petersburg                   | Rosja             |
| f      | Codex Brixianus          | 10 | 550     | Ewangelie                                                  | Jülicher             | Biblioteca Civica Queriniana                                                                                | Brescia                            | Włochy            |
| f      | Kodeks Augiański         | 78 | 850     | Listy Pawła                                                | Scrivener            | Trinity College                                                                                             | Cambridge                          | W. Brytania       |
| ff     | Codex Corbiensis         | 66 | 850     | List Jakuba                                                | Wordsworth           | RBN | Saint Petersburg                   | Rosja             |
| ff1    | Codex Corbeiensis I      | 9  | 750     | Mateusza                                                   | Jülicher             | RBN | Saint Petersburg                   | Rosja             |
| ff2    | Codex Corbeiensis II     | 8  | 450     | Ewangelie                                                  | Jülicher             | BnF | Paryż                              | Francja           |
| g      | Kodeks Boerneriański     | 77 | 850     | Listy Pawła                                                | Matthaei             | Sächsische Landesbibliothek                                                                                 | Drezno                             | Niemcy            |
| g1     | Codex Sangermanensis I   | 7  | 800     | Mateusza                                                   | Sabatier             | BnF | Paryż                              | Francja           |
| g2     | Codex Sangermanensis II  | 29 | 950     | Galatów                                                    | Sabatier             | BnF | Paryż                              | Francja           |
| gat    | Codex Gatianum           | 30 | 750     | Dzieje 6-8                                                 |                      | | Mediolan                           | Włochy            |
| gig    | Codex Gigas              | 51 | 1250    | Dzieje; Objawienie                                         | Wordsworth           | Kungliga biblioteket                                                                                        | Sztokholm                          | Szwecja           |
| g2     | Codex Mediolanensis      | 52 | 1000    | Dzieje 6-8                                                 |                      | | Mediolan                           | Włochy            |
| gue    | Codex Guelferbytanus     | 79 | 550     | Rzymian†                                                   | Tischendorf          | Herzog August Bibliothek                                                                                    | Wolfenbüttel                       | Niemcy            |
| h      | Codex Claromontanus V    | 12 | 450     | Mateusza; Objawienie                                       | Jülicher             | Biblioteka Watykańska                                                                                       | Watykan                            |                   |
| h      | Codex Floriacensis       | 55 | 450     | 1P; 2P; 1J                                                 | Buchanan             | BnF | Paryż                              | Francja           |
| haf    | Codex Hafnianus          | —  | 550     | Objawienie                                                 | Wordsworth           | |                                    |                   |
| i      | Vindobonensis Lat. 1235  | 17 | 450     | Marka; Łukasza od 10                                       | Jülicher             | Biblioteca nazionale Vittorio Emanuele III                                                                  | Neapol                             | Włochy            |
| j      | Codex Sarzanensis        | 22 | 550     | Jana                                                       | Jülicher             | Chiesa di San Ruffino e Venanzio                                                                            | Sarezzano                          | Włochy            |
| k      | Codex Bobiensis          | 1  | 400     | Mateusza; Marka                                            | Jülicher             | Biblioteca nazionale universitaria                                                                          | Turyn                              | Włochy            |
| l      | Codex Rehdigeranus       | 11 | 750     | Ewangelie                                                  | Jülicher             | Biblioteka Państwowa w Berlinie                                                                             | Berlin                             | Niemcy            |
| l      | Codex Legionensis        | 67 | 650     | List Jakuba; 1P; 1J; 2J; 3J                                | Fischer              | Katedra św. Jana Chrzciciela w Lyonie                                                                       | Lyon                               | Francja           |
| λ      | Fragmentum Rosenthal     | 44 | 800     | Łukasza 16–17                                              | —                    | Houghton Library, Uniwersytet Harvarda                                                                      | Cambridge, Massachusetts           | Stany Zjednoczone |
| μ      | Fragmentum Monacense     | 34 | 450     | Mateusza 9–10                                              | —                    | Bayerische Staatsbibliothek                                                                                 | Monachium                          | Niemcy            |
| μ      | Księga z Mulling         | 35 | 650     | Ewangelie                                                  | —                    | Trinity College                                                                                             | Dublin                             | Irlandia          |
| μ      | —                        | 82 | 850     | Hebrajczyków                                               | —                    | Bayerische Staatsbibliothek                                                                                 | Monachium                          | Niemcy            |
| m      | Codex Speculum           | —  | —       | NT                                                         | Jülicher; Wordsworth | |                                    |                   |
| mon    | Codex Monza              | 86 | 950     | Listy Pawła                                                | Frede                | Duomo di Monza                                                                                              | Monza                              | Włochy            |
| δ      | Kodeks Sangalleński 48   | 27 | 850     | Ewangelie                                                  | Jülicher             | Opactwo | St. Gallen                         | Szwajcaria        |
| n      | Codex Sangallensis 1394  | 16 | 450     | Mateusza; Marka                                            | Jülicher             | Opactwo | St. Gallen                         | Szwajcaria        |
| o      | Codex Sangallensis 1394  | 16 | 650     | Marka 16                                                   | Jülicher             | Opactwo | St. Gallen                         | Szwajcaria        |
| p      | Codex Sangallensis 1395  | 20 | 450     | Jana 11                                                    | Jülicher             | Opactwo | St. Gallen                         | Szwajcaria        |
|        | Codex Sangallensis 60    | 47 | ok. 800 | Jana 1:29-3:26                                             | Jülicher             | Opactwo | St. Gallen                         | Szwajcaria        |
|        | Codex Sangallensis 51    | 48 | 750     | Jana                                                       | Jülicher             | Opactwo | St. Gallen                         | Szwajcaria        |
| p      | Codex Perpinianensis     | 54 | 1150    | NT                                                         | Wordsworth           | BnF | Paryż                              | Francja           |
| p      | —                        | 80 | 650     | Listy Pawła                                                | —                    | Universitätsbibliothek Heidelberg                                                                           | Heidelberg                         | Niemcy            |
| ph     | Codex Philadelphiensis   | 63 | 1150    | Dzieje                                                     | Sanders              | | Filadelfia                         | Stany Zjednoczone |
| π      | Fragmenta Stuttgartensia | 18 | 650     | Mateusza 13; Łukasza 14; Jana 3;6;7;9;11;20                | Jülicher             | Württembergische Landesbibliothek Universitäts- und Landesbibliothek Darmstadt Hofbibliothek Donaueschingen | Stuttgart Darmstadt Donaueschingen | Niemcy            |
| q      | Codex Monacensis         | 13 | 600     | Ewangelie                                                  | Jülicher             | Bayerische Staatsbibliothek                                                                                 | Monachium                          | Niemcy            |
| q      | Codex Monacensis         | 64 | 650     | Listy powszechne                                           | Bruyne               | | Monachium                          | Niemcy            |
| r      | Codex Schlettstadtensis  | 57 | 700     | Dzieje                                                     | Morin                | Bibliothèque humaniste                                                                                      | Sélestat                           | Francja           |
| r      | Frisingensia Fragmenta   | 64 | 600     | Listy powszechne                                           | —                    | Bayerische Staatsbibliothek                                                                                 | Monachium                          | Niemcy            |
| r1     | Codex Usserianus Primus  | 14 | 650     | Ewangelie                                                  | Jülicher             | Trinity College                                                                                             | Dublin                             | Irlandia          |
| r2     | Codex Usserianus II      | 28 | 800     | Ewangelie                                                  | Jülicher             | | Dublin                             | Irlandia          |
| r3     | Codex Monacensis         | 64 | 650     | Listy Pawła                                                | Bruyne               | | Monachium                          | Germany           |
| ρ      | Codex Ambrosianus        | 24 | 700     | Jana 13                                                    | Jülicher             | Biblioteka Ambrozjańska                                                                                     | Mediolan                           | Włochy            |
| ρ      | —                        | 88 | 950     | Listy Pawła                                                | —                    | Uniwersytet Bazylejski                                                                                      | Bazylea                            | Szwajcaria        |
| s      | Codex Ambrosianus        | 21 | 600     | Łukasza; Listy powszechne                                  | Jülicher             | Biblioteka Ambrozjańska                                                                                     | Mediolan                           | Włochy            |
| s      | Codex Bobiensis          | 53 | 550     | Dzieje; Listy powszechne                                   | White                | Biblioteca nazionale Vittorio Emanuele III                                                                  | Neapol                             | Włochy            |
| sin    | Fragmentum Sinaiticum    | 74 | 950     | Objawienie 20–21                                           | —                    | Klasztor Świętej Katarzyny                                                                                  | Synaj                              | Egipt             |
| t      | Codex Bernensis          | 19 | 500     | Marka 1–3                                                  | Jülicher             | Uniwersytet w Bernie                                                                                        | Bern                               | Szwajcaria        |
| t      | Liber Comicus            | 56 | 850     | Dzieje; Listy powszechne; Objawienie                       | Morin                | BnF | Paryż                              | Francja           |
| v      | Vindobonensis Lat. 502   | 25 | 650     | Ewangelie                                                  | Jülicher             | | Wiedeń                             | Austria           |
| v      | Codex Parisiensis        | 81 | 800     | Listy Pawła                                                | Souter               | BnF | Paryż                              | Francja           |
| w      | —                        | 32 | 550     | Listy powszechne                                           | —                    | Herzog August Bibliothek                                                                                    | Wolfenbüttel                       | Niemcy            |
| w      | —                        | 58 | 1400    | Dzieje                                                     | —                    | Clementinum                                                                                                 | Praga                              | Czechy            |
| w      | Codex Waldeccensis       | 83 | 850     | Listy Pawła                                                | Schultze             | |                                    |                   |
| x      | Codex Bodleianus         | —  | 850     | Listy Pawła                                                | Wordsworth           | Bodleian Library                                                                                            | Oksford                            | W. Brytania       |
| z      | Codex Harleianus         | 65 | 750     | Listy powszechne                                           | Buchanan             | BL | Londyn                             | W. Brytania       |

## Kodeksy Wulgaty

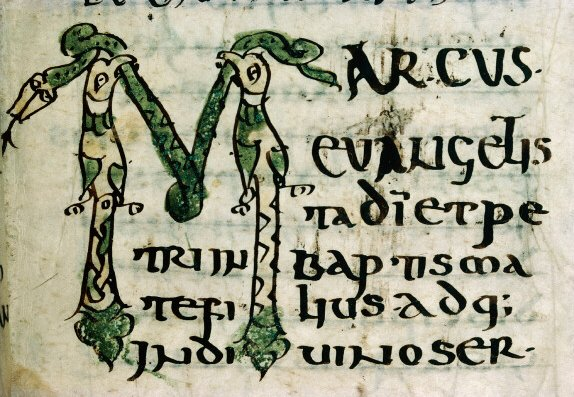
Tekst Wulgaty z Marka 1:1ff w iluminowanym manuskrypcie held at Autun

| siglum | Nazwa                   | data     | Zawiera                           | Muzeum                                        | Miasto           | Państwo     |
| ------ | ----------------------- | -------- | --------------------------------- | --------------------------------------------- | ---------------- | ----------- |
| A      | Kodeks Amiatyński       | 716      | NT                                | Biblioteka Laurenziana                        | Florencja        | Włochy      |
| C      | Codex Cavensis          | 850      | Ewangelie–Listy Pawła; Objawienie | Archivio della Badia della Santissima Trinità | Cava de’ Tirreni | Włochy      |
| D      | Codex Durmachensis      | 650      | Ewangelie                         | Trinity College                               | Dublin           | Irlandia    |
| F      | Kodeks Fuldeński        | 541—546  | NT                                | Hochschul- und Landesbibliothek Fulda         | Fulda            | Niemcy      |
| G      | Codex Sangermanensis    | 850      | NT                                | BnF                                           | Paryż            | Francja     |
| I      | —                       | 800      |                                   | Biblioteca Vallicelliana                      | Rzym             | Włochy      |
| K      | —                       | 850      | Listy Pawła                       | Badische Landesbibliothek                     | Karlsruhe        | Niemcy      |
| L      | Lectionarium Luxoviense | 700      | Listy powszechne                  |                                               |                  |             |
| M      | Codex Mediolanensis     | 550      | Ewangelie                         |                                               |                  |             |
| N      | —                       | 450      | Ewangelie                         | Bibliothèque Municipale BnF                   | Autun Paryż      | Francja     |
| P      | —                       | 600      | Ewangelie                         |                                               |                  |             |
| Q      | Codex Kenanensis        | VIII/IX  | Ewangelie                         | Trinity College w Dublinie                    | Dublin           | Irlandia    |
| R      | Codex Reginensis        | 750      | Listy Pawła                       | Biblioteka Watykańska                         | Watykan          |             |
| R      | —                       | 600      | Listy powszechne                  | Biblioteca Capitolare                         | Werona           | Włochy      |
| S      | Codex Sangallensis 1395 | 450      | Ewangelie                         | Opactwo                                       | St. Gallen       | Szwajcaria  |
| S      | Codex Sangallensis 2    | 750      | Dzieje; Objawienie                | Opactwo                                       | St. Gallen       | Szwajcaria  |
| S      | Codex Sangallensis 70   | 750      | Listy Pawła                       | Opactwo                                       | St. Gallen       | Szwajcaria  |
| S      | Codex Sangallensis 907  | 750      | Listy powszechne                  | Opactwo                                       | St. Gallen       | Szwajcaria  |
| T      | Codex Toletanus         | 950      | ST + NT                           | Biblioteca Nacional de España                 | Madryt           | Hiszpania   |
| Y      | Codex Lindisfarnensis   | VII/VIII | Ewangelie                         | British Library                               | Londyn           | W. Brytania |
| Z      | Codex Harleianus        | 550      | Ewangelie                         | BM                                            | Londyn           | W. Brytania |
| Θ      | Codex Theodulphianus    | 950      | ST + NT                           | BnF                                           | Paryż            | Francja     |
| Λ      | Codex Legionensis       | —        | Dzieje–Apokalipsa św. Jana        | Basílica de San Isidoro                       | León             | Hiszpania   |
|        | Kodeks Kompluteński I   | 927      | ST + NT                           | Bibl. Univ. Centr. 31                         | Madryt           | Hiszpania   |
| 11A    | Cod. M. p. th. f. 67    |          | Ewangelie                         | Uniwersytet w Würzburgu                       | Würzburg         | Niemcy      |